# Unione Sportiva Triestina Nuoto
L'Unione Sportiva Triestina Nuoto, abbreviata in USTN, è stata la sezione pallanuotistica della omonima società di Trieste attiva ancora oggi con le sezioni di nuoto, nuoto artistico e tuffi.
Nel 2003 dalla fusione delle sezioni pallanuoto dell'U.S. Triestina Nuoto e dell'A.S. Edera Trieste, è nata un'unica realtà denominata Pallanuoto Trieste.

## Palmarès

### Trofei nazionali
- Campionato italiano: 1

1929

### Trofei giovanili
- Campionato italiano Juniores B: 1

1972

### Onorificenze
- Stella d'oro al merito sportivo: 1971